# Funakoshi Yoshitaka

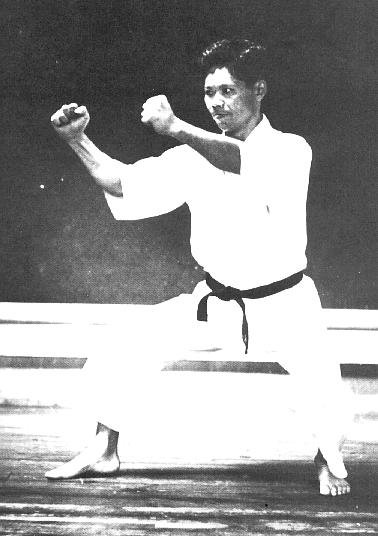
Funakoshi Yoshitaka

Funakoshi Yoshitaka (jap. 船越義豪; * 1906; † 1945), auch Funakoshi Gigō genannt, war der dritte Sohn des Karatemeisters Funakoshi Gichin und selbst ein großer Karatemeister.

## Lebenslauf
Funakoshi Yoshitaka erlernte schon als kleines Kind Karate. Welche Meister er allerdings auf Okinawa genau hatte, kann man heute nicht mehr sagen. Fest steht, dass sein Vater ihn unterrichtet hatte und er selbst sehr schnell eine eigene Art des Trainings entwickelte. Er übernahm zwischen 1938 und 1945 die Chefausbildung im Shōtōkan-Dōjō. Er hatte häufig Auseinandersetzungen mit seinem Vater, da dieser eine ganz andere Einstellung zum Karate hatte. Yoshitaka war eher kämpferisch und auch moderner eingestellt. Man geht davon aus, dass dies von Asatos Kampfstil beeinflusst war, welchen Funakoshi Gichin ihm im Geheimen beigebracht haben soll, damit er nicht verlorengeht. Funakoshi Gichin hatte zeitlebens nur Yatsunes defensives und verschlüsseltes System unterrichtet. Deshalb war es nur verständlich, dass es unterschiedliche Ansichten zwischen Vater und Sohn im Karate gab. Doch diese Veränderung brachte das Karate zu dem heutigen Shōtōkan-Ryū. Eine kleine Auswahl seiner damaligen Schüler umfasst Taiji Kase, Egami Shigeru, Hironishi Genshin und viele andere, die später selbst zu großen Meistern wurden. Bis zum Jahre 1945, als Funakoshi Yoshitaka ernsthaft erkrankte, unterrichtete er selbst, danach wurde das Training hauptsächlich von Hironishi Genshin fortgeführt. Zwar nahm er nie wieder selbst an einem Training teil, aber gegen Ende einer Trainingseinheit suchte er sich manchmal einen Sempai, um mit diesem zu kämpfen. Oftmals spielte er mit seinem Gegner; dabei hatte er häufig starke Schmerzen. Im gleichen Jahr verstarb er an den Folgen einer Lungengangrän.

## Vom Shuri-te zum Shotokan
Meister Funakoshi Gichin unterrichtete fast ausschließlich das Shuri-te nach den Prinzipien von Itosu Ankō. Warum er den kämpferischen Stil Asato Ankōs nicht unterrichtete, bleibt bis heute ein Geheimnis, fest steht aber, dass er diesen an seinen Sohn Yoshitaka weitergegeben hat. Itosus Stil war wie bereits erwähnt stark verschlüsselt und mehr auf Friedfertigkeit und Selbstverteidigung ausgerichtet. Asatos Matsumura Ryu basierte auf den körperbetonten Shaolin-Prinzipien. Die dazu gehörigen Techniken und die Verwendung von "Bioenergien" unterscheidet sich grundlegend von vielen anderen Stilen. Yoshitaka baute diese Prinzipien in seine Trainings- und Kampfmethoden mit ein. So entstand das moderne Shōtōkan. Leider sind einige Dinge, die Yoshitaka von seinem Vater lernte, verlorengegangen, da er sie aus Ehrgeiz nicht weitervermittelte. Darunter sind die Yi No Kata und die Yin No Kata.

## Kriegsjahre
Yoshitaka und auch Egami Shigeru unterrichteten in den Kriegsjahren Spezialtruppen der japanischen Armee. Dies wird nicht gerne erwähnt. Geschichtsforscher glauben, dass sein Vater davon nichts wusste. Dieser war gegen die Bereitstellung des Karate für Militärschulen.
Die Schule, in der Yoshitaka den Unterricht abhielt, war die Schule Nakano, die früher der militärischen Spionage diente – heute mit dem Geheimdienst vergleichbar. Das Training dort war sehr realitätsbezogen und führte oft zu schweren Verletzungen, auf welche jedoch keine Rücksicht genommen wurde. Zuvor hatte auch der Großmeister Ueshiba Morihei dort unterrichtet.

## Weblink
- Lebenslauf